# Friedrich Zange
Friedrich Emil Moritz Zange (geboren am 3. September 1846 in Neuhaus, Herzogtum Sachsen-Meiningen; gestorben am 18. März 1931 in Erfurt) war ein deutscher Pädagoge und evangelischer Theologe.

## Leben und Werk
Friedrich Zange wurde als Sohn des Straßendistriktverwalters August Zange geboren. Seine Reifeprüfung legte er am Gymnasium in Schleusingen am 3. April 1867 ab. An der Universität Leipzig studierte er Philologie, Theologie und Philosophie bis Herbst 1870. In Meiningen legte er die Prüfung pro venia concionandi ab. Das zweite theologische Examen bestand er in Leipzig Ostern 1871. Er promovierte dort am 2. April 1872 zum Dr. phil. Von 1874 bis 1876 war er Oberlehrer am Hennebergischen Gymnasium „Georg Ernst“. Danach war er Oberlehrer am Gymnasium in Rinteln und von 1879 bis 1885 in Elberfeld tätig. 1884 wurde er zum Professor ernannt. Am 6. April 1885 wurde er zum Direktor des Königlichen Realgymnasiums zu Erfurt ernannt. 1918 wurde er pensioniert. Er starb am 8. März 1931 in Erfurt. Der Verein deutscher Philologen und Schulmänner und die Akademie gemeinnütziger Wissenschaften zu Erfurt widmeten ihm Nachrufe.
Friedrich Zange war ein konservativer evangelischer Theologe, der auch antijüdische Positionen vertrat. In seiner Schrift: „Die Gleichberechtigung der Religionen auf dem Gebiet des höheren Schulwesens oder die Anstellung jüdischer Lehrer an den höheren Schulen“ forderte er die „Einschränkung der Anwendung des Gesetzes von der Gleichberechtigung der Konfessionen auf dem Gebiete des Unterrichts und der Erziehung“. In seinem Hauptwerk „Zeugnisse der Kirchengeschichte“ nahm er offen Partei für die Positionen des Antisemiten Adolf Stöcker.
Einer seiner zwei Söhne war der HNO-Arzt Johannes Zange.

## Ehrungen
- Am 2. Juni 1894 erhielt er den Roten Adlerorden IV. Klasse.
- Am 1. Juni 1904 erhielt er den preußischen Kronenorden III. Klasse.
- Am 6. Juli 1915[9] erhielt er den Ehrendoktor D. Dr. der Universität Halle-Wittenberg.[10]

## Werke

Friedrich Zange: Zeugnisse der Kirchengeschichte

- Ueber das Fundament der Ethik. Eine kritische Untersuchung über Kants und Schopenhauers Moralprinzip. Theil 1. Das бτі, oder der Inhalt der Ethik. (Leipzig phil. Diss. 1872). Digitalisat MDZ Reader
  - Ueber das Fundament der Ethik. Eine kritische Untersuchung über Kant's und Schopenhauer's Moralprinzip. Gekrönte Preisschrift. Breitkopf und Härtel Leipzig 1872.[11][12] Digitalisat Internet Archive
- Zur Auslegung des ersten Abschnitts des Römerbriefs 1,16–3,20. Elberfeld 1881.
- Antrittsrede des Direktors. A. Stenger, Erfurt 1886. Digitalisat
- Gymnasialseminare und die pädagogische Ausbildung der Kandidaten des höheren Schulamts. Buchhandlung des Waisenhauses, Halle a. S. 1900. Digitalisat Internet Archive
- Otto Schlapp, gestorben am 24. Januar 1892. F. Bartholomäus, Erfurt 1892.
- Leitfaden für den Evangelischen Religions-Unterricht. Beispiel eines ausgeführten organischen Lehrplans (in freiem Anschluß an die neuen preußischen Lehrpläne vom 6. Januar 1892). C. Bertelsmann, Gütersloh 1893. (=Leitfaden für den Evangelischen Religions-Unterricht 1)[13]
- Geschichte des Erfurter Realgymnasiums, In: Festschrift zur Feier des fünfzigjährigen Bestehens des Königlichen Realgymnasiums zu Erfurt. Bartholomäus, Erfurt 1894, S. 1–60. Digitalisat Internet Archive
- Bericht über die Feier des 50jährigen Bestehens des Realgymnasiums. Bartholomäus, Erfurt 1895. Digitalisat Universität Düsseldorf
- Realgymnasium und Gymnasium gegenüber den großen Aufgaben der Gegenwart. Festrede zur 50jährigen Jubelfeier des Erfurter Realgymnasiums. G. Schloessmann, Gotha 1895.
- Didaktik und Methodik des evangelischen Religionsunterrichts. C. H. Beck, München 1897.[14]
- Das Kreuz im Erlösungsplane Jesu. Ein Beitrag zur Leben Jesu-Frage in der Schule. Zugleich offene Antwort an Herrn Schuldirektor Bang in Schneeberg in Sachsen. Beyer, Langensalza 1899.
- Die Jerusalemfahrt Kaiser Wilhelms II. im Lichte der Geschichte. Beigegeben ist die Ansprache Kaiser Wilhelms in der Erlöserkirche in Jerusalem. Reuther & Reichard, Berlin 1899.
- Die Gleichberechtigung der Religionen auf dem Gebiet des höheren Schulwesens oder die Anstellung jüdischer Lehrer an den höheren Schulen. F. Zillessen, Berlin 1900. Digitalisat Freimann-Sammlung
- Das Johannesevangelium oder Christentum und Griechentum, Evangelium und moderne Weltanschauung auf der Oberstufe höherer Lehranstalten. C. Bertelsmann, Gütersloh 1905. (=Leitfaden für den Evangelischen Religions-Unterricht 6) Inhaltsverzeichnis
- Konfessionelle oder Simultanschule? Würdigung der für und gegen den nationalliberal-konservativen Schulkompromiß vorgebrachten Gründe vom Standpunkte der Pädagogik, des Rechts und des Interesses aller Beteiligten jenseits von konservativ und liberal. Belser, Stuttgart 1905. (=Zeitfragen des christlichen Volkslebens)
- Überblick über K. Reinthalers Leben und Wirken. In: Denkschrift der Thüringer Konferenz für Innere Mission zum Gedächtnis des hundertjährigen Geburtstags K. Reinthalers. Erfurt 1894, S. 3–8.
- Gedenkrede auf den verewigten Sekretär der Akademie gemeinnütziger Wissenschaften zu Erfurt, Pastor em. D. Georg Oergel, gehalten. Villaret, Erfurt 1907.
- 25 Jahre unter königlich-preußischer Schulverwaltung. Bartholomäus, Erfurt 1911.
- Zeugnisse der Kirchengeschichte. Lese- und Lehrbuch für den kirchengeschichtlichen Unterricht an höheren Schulen. C. Bertelsmann, Gütersloh 1912.
  - Zeugnisse der Kirchengeschichte. Lese- und Lehrbuch für den kirchengeschichtlichen Unterricht an höheren Schulen. Bearbeitet von Friedrich Zange. 4., verm. Aufl. C. Bertelsmann, Gütersloh 1928. Inhaltsverzeichnis
- Zeugnisse der Kirchengeschichte. Eine Geschichte der christlichen Kirche in Quellenstücken mit verbindendem Text für das christliche Haus. C. Bertelsmann, Gütersloh 1913. Inhaltsverzeichnis
  - Zeugnisse der Kirchengeschichte aus denkwürdigen Schriften, Briefen, Reden und anderen Quellen mit geschichtlichen Verbindungen. 2., verb. u. verm. Aufl. C. Bertelsmann, Gütersloh 1919. Inhaltsverzeichnis
  - Zeugnisse der Kirchengeschichte aus denkwürdigen Schriften, Briefen, Reden und anderen Quellen mit verbindendem Text. 3. Aufl. C. Bertelsmann, Gütersloh 1926.
- Friedrich Zange, Franz Schleenvoigt (Hrsg.): Sei gegrüßt, du Heldenwiege! Alte und neue deutsche Vaterlandslieder. Ruebsam und Söhne, Erfurt 1914.
- Der grundlegende Unterricht über den heiligen Geist und die Kirche auf der Konfirmanden- oder Untersekunda-Stufe mit einem Vorwort über den Grundsatz der Anschaulichkeit im Religionsunterricht. F. Zillessen, Berlin 1916. (=Zeitfragen evangelischer Pädagogik. Heft 7)
- Thüringer Volksliederbuch. (Vorwort: Fr. Zange). 12. Aufl., (62. – 67. Tsd.). Geschäftsstelle des Christlichen Zeitschriften-Vereins für Thüringen, Neudietendorf 1919.
- Evangelische Schulerziehung und evangelischer Religionsunterricht. Evangelischer Bund, Berlin 1920 (=Volksschriften zum Aufbau. Heft 9)
- Kirchengeschichte vom Ende der Apostelzeit bis auf die Gegenwart, auf den Obersten höheren Lehranstalten. C. Bertelsmann, Gütersloh 1920. (=Leitfaden für den evangelischen Religionsunterricht. Heft 7) Inhaltsverzeichnis